# Internazionali Femminili di Palermo 2009
Gli Internazionali Femminili di Palermo 2009 (conosciuto pure come Snai Open) sono stati un torneo femminile di tennis giocato sulla terra rossa.
È stata la 22ª edizione degli Internazionali Femminili di Palermo, che fa parte della categoria International nell'ambito del WTA Tour 2009. Si è giocato a Palermo in Italia, dal 13 al 19 luglio 2009.

## Partecipanti

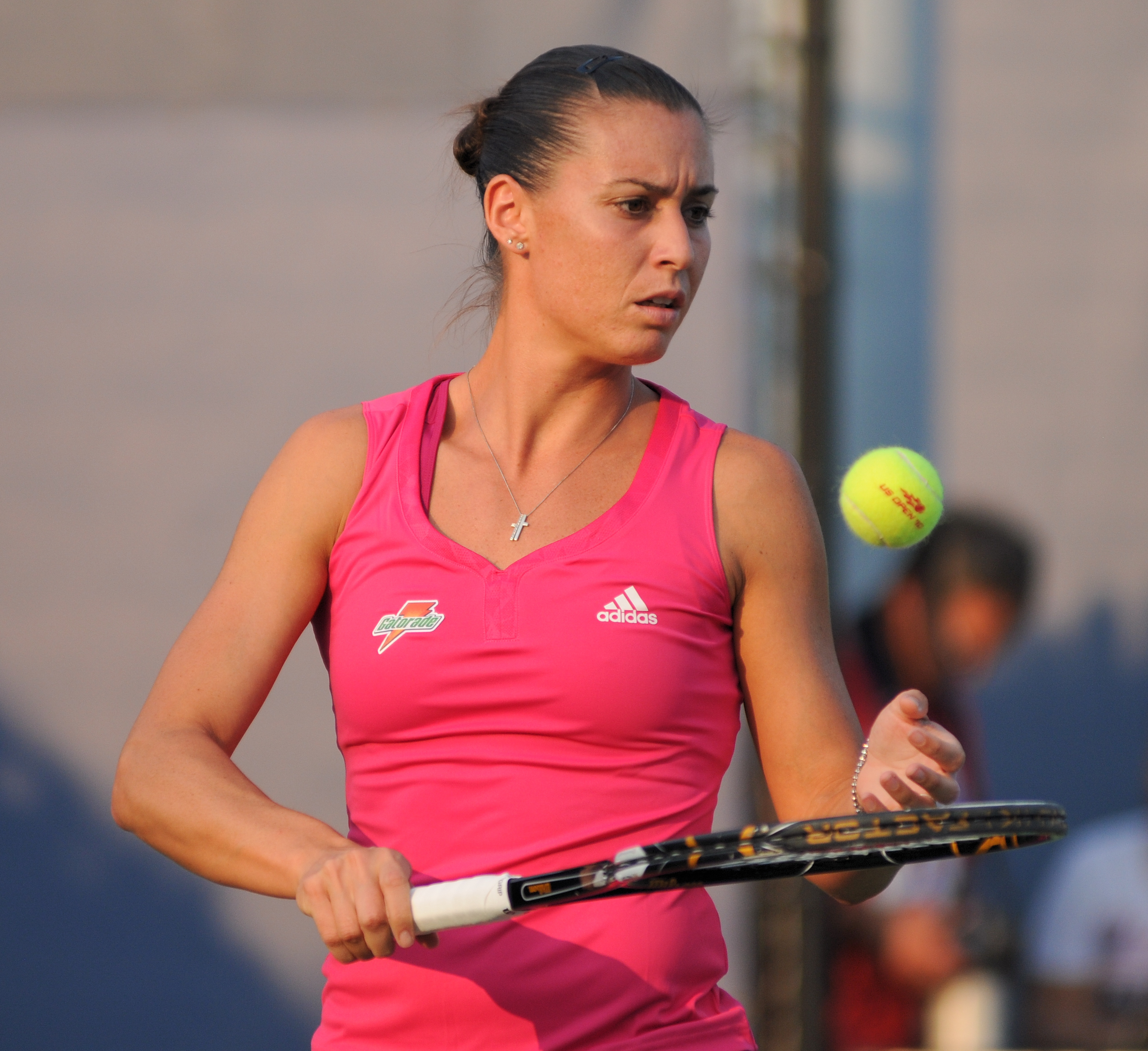
Flavia Penetta

### Teste di serie
| Giocatrice               | Nazionalità | Ranking* | Testa di serie |
| ------------------------ | ----------- | -------- | -------------- |
| Flavia Pennetta          | Italia      | 15       | 1              |
| Patty Schnyder           | Svizzera    | 21       | 2              |
| Alizé Cornet             | Francia     | 23       | 3              |
| Anastasija Pavljučenkova | Russia      | 33       | 4              |
| Sara Errani              | Italia      | 38       | 5              |
| Ekaterina Makarova       | Russia      | 41       | 6              |
| Aravane Rezaï            | Francia     | 42       | 7              |
| Gisela Dulko             | Argentina   | 45       | 8              |

- Ranking al 6 luglio 2009.

### Altre partecipanti
Giocatrici che hanno ricevuto una Wild card:
- Corinna Dentoni
- Nathalie Viérin
- Anna Floris

Giocatrici passate dalle qualificazioni:
- Arantxa Parra Santonja
- Ol'ga Savčuk
- Anastasija Pivovarova
- Arantxa Rus

## Campionesse

### Singolare
Flavia Pennetta ha battuto in finale  Sara Errani con il punteggio di 6–1, 6–2

### Doppio
Nuria Llagostera Vives /  María José Martínez Sánchez hanno battuto in finale  Marija Korytceva /  Dar'ja Kustova con il punteggio di 6–1, 6–2